# Gabriella Belli
Gabriella Belli (Trento, 26 agosto 1952) è una storica dell'arte italiana e, dal 2011 al 2022 è stata direttrice della Fondazione musei civici di Venezia.

## Studi e carriera
Laureata in storia dell’arte all’Università di Bologna si è specializzata in critica d’arte contemporanea all’Università di Parma. Ha iniziato la sua carriera nel 1978 vincendo un concorso per la Soprintendenza per i Beni storico-artistici del Trentino, nel settore della Tutela e Catalogazione del patrimonio artistico. Nel 1982 le viene conferito l'incarico di progettare a Trento, in un antico edificio rinascimentale (Palazzo delle Albere), il primo nucleo del nuovo museo d’arte moderna e contemporanea della Provincia Autonoma di Trento (MART) e nel 1989 è nominata Direttore. Dal 1989 al 2011 ha realizzato e coordinato il complesso progetto scientifico del museo, creando una struttura di profilo internazionale, articolata in quattro dipartimenti (archivi e biblioteca, mostre temporanee e collezione permanente, didattica e comunicazione, amministrazione) al cui centro sta la ricerca scientifica e l’attività didattica, finalizzata alla formazione permanente. 
Nel dicembre 2002, sotto la sua direzione, s’inaugura la nuova sede del MART a Rovereto, progettata dall’architetto ticinese Mario Botta e nel 2009, sempre grazie ad un suo progetto museografico, riapre la sede restaurata (progetto architettonico di Renato Rizzi) della Casa d’Arte Futurista Depero. 
Molte le esposizioni temporanee realizzate con la sua direzione scientifica e la sua curatela, progettate secondo una lettura trasversale e interdisciplinare di soggetti o temi di particolare interesse per lo studio dell'arte moderna e contemporanea, tra queste di particolare interesse: Giovanni Segantini (1987, 1999), Il Divisionismo Italiano (1990), La Collezione Sonnabend. Dalla Pop Art ad oggi (1989-90), La casa del Mago (1992-93), Romanticismo. Il nuovo sentimento della natura (1993), La collezione Panza di Biumo. Artisti degli anni ’80 e ‘90 (1996), I Carnet di Picasso (1996), Trash. Quando i rifiuti diventano arte (1997-98), Richard Long (2000), John Baldessari (2001), Le Stanze dell’Arte (2002-2003), Montagna. Arte, scienza e mito (2004), Medardo Rosso (2004), Sottsass. Progetti 1946-2005 (2005), La Danza delle Avanguardie (2006), Mito-macchina (2006-2007), La Parola nell’arte (2007-2008), Il secolo del Jazz. Da Picasso a Basquiat (2008-2009), Arte americana 1850- 1960 (2010), Conceptual Art. The Panza Collection (2010-2011), Modigliani Scultore (2010-2011). 
Dal dicembre 2011 all’agosto 2022 ricopre la carica di Direttore della Fondazione Musei Civici di Venezia, 12 musei tra cui Palazzo Ducale, Museo Correr, Ca’ Rezzonico, Palazzo Fortuny, Ca’ Pesaro, Palazzo Mocenigo, Torre dell’Orologio, Museo di Storia Naturale, Museo del Vetro. Nel 2013 firma il nuovo progetto di allestimento della collezione permanente di Ca' Pesaro. Sotto la sua direzione e con la sua supervisione scientifica vengono riaperti al pubblico completamente restaurati e riorganizzati dal punto di vista museografico Palazzo Mocenigo (con Pier Luigi Pizzi), il Museo del Vetro a Murano, le Stanze dedicate a Antonio Canova nel Museo Correr, l’Armeria di Palazzo Ducale, la Quarantia Civil Vecchia e Nuova sempre di Palazzo Ducale, la Casa Museo Mariano Fortuny y Madrazo (con Pier Luigi Pizzi), le 26 Sale di Palazzo Reale all’interno del Museo Correr. L’attività di valorizzazione del patrimonio monumentale si alterna a quella dei progetti espositivi temporanei, che hanno inaugurato interessanti stagioni di confronto tra l’arte antica e quella contemporanea grazie al suo progetto MUVE-Contemporaneo. Tra le principali mostre dirette e curate: Anthony Caro (Museo Correr, 2012), Manet ritorno a Venezia (Palazzo Ducale, 2013), Giuseppe Panza di Biumo. Dialoghi americani (Ca’Pesaro, 2014) Henri Rousseau, il Candore Arcaico (Palazzo Ducale, 2015), Nuova Oggettività. Arte in Germania al tempo della Repubblica di. Weimar 1919-1933 (Museo Correr, 2025), Culture Chanel. La donna che legge (Ca’Pesaro, 2016), Gaetano Pesce (Museo del Vetro, 2017), Shirin Neshat. The home of My Eyes (Museo Correr, 2017), David Hockney. 82 Portraits and 1 Still-life (Ca’Pesaro, 2017), John Ruskin. Le pietre di Venezia (Palazzo Ducale, 2018), Epoca Fiorucci (Ca’Pesaro, 2018), Arshile Gorky 1904-1948 (Ca’Pesaro, 2019), Anselm Kiefer. Questi scritti quando verranno bruciati daranno finalmente un po’ di luce (Palazzo Ducale, 2022)
Nel febbraio 2020 con la sua curatela scientifica e per volontà di un collezionista privato si apre a Verona la Casa Museo di Palazzo Maffei, quasi 1500 metri quadrati di percorso dall’arte antica al contemporaneo, sito all’interno di un edificio di grande pregio storico-monumentale affacciato su Piazza delle Erbe e aperto al pubblico.
Al suo attivo ha numerose pubblicazioni dedicate alle avanguardie storiche del primo ‘900, futurismo, novecento italiano e realismo magico in particolare, e ad alcuni tra i massimi protagonisti dell’arte contemporanea. Dai primi anni novanta a oggi, ha progettato nelle sedi da lei dirette ma anche in altre istituzioni museali più di 400 mostre d’arte dedicate a temi e figure del XIX e XX Secolo, ma anche d’architettura e di design. In ambito internazionale ha promosso e curato eventi espositivi a Vienna (La Casa del Mago, Palais Lichtenstein, 1994), Sao Paulo (Teatro magico di Fortunato Depero (1989-1991) MASP (1989), Arte Povera, Sesc-Unitade Belenzinho, 2010), Parigi (Fortunato Depero Futuriste. De Rome à Paris 1915-1925, Les Musées de la Ville de Paris (1996), Italia Nova, Une aventure de l’art italien 1900-1950, Grand Palais (2006), Le Douanier Rousseau, L’innocence arcaique, Musée D’Orsay (2016), San Pietroburgo (Arte italiana del XX Secolo. Da Boccioni a Fontana, The Ermitage (2005) Lucio Fontana. Un maestro europeo (The State Russian Museum 2006), Pechino (Figure e immagini del’900 italiano, Namoc, National Art Museum of China, 2006), Hanoi (Italia 1980- 2007. Tendenze della pittura contemporanea, Museum of Fine Art 2007), Mosca (Futurismo. Rivoluzione radicale Italia-Russia, Museo Pushkin, 2008) Washington (Morandi. Maestro della natura morta italiana, The Phillips Collection, 2009) Buenos Aires (El Universo futurista, Fundaciòn PROA (2010), Berlino (I linguaggi del futurismo, Martin Gropius Bau, 2010), Parigi (Venice Revealed, Grand Palais Immersif, 2022), Balla e Dorazio. Dove la luce (Lugano, LAC- Fondazione Olgiati, 2023)
Ha tenuto il corso di storia dell’arte contemporanea all’Università di Lettere e Filosofia di Trento (biennio 2002-2004) e nell'anno accademico 2011-12 ha insegnato storia dell'arte del XX Secolo all'Accademia di Architettura di Mendrisio. Dal 2002 al 2011 è stata Presidente dell’Associazione Nazionale dei Musei d’Arte Contemporanea Italiani (AMACI). Nel 2011 riceve dal Ministro della Cultura francese l’onorificenza di Cavaliere delle Arti e delle Lettere. Sempre nel 2011 le viene assegnato il premio di miglior museografo dell'anno da ICOM-Italia. Nel corso della sua carriera ha fatto parte di molti comitati scientifici di musei e istituzioni culturali come il Comitato Scientifico delle Scuderie del Quirinale (2016-2019). Attualmente è membro del Comitato Scientifico della Fondazione Musei Civici di Brescia, di Villa Panza FAI-Varese, dell’Accademia di San Luca a Roma e membro del Comitato tecnico-scientifico per i Musei e l’economia della cultura del Ministero della Cultura.

## Riconoscimenti
Nel 2003 ha ricevuto, con Novello Finotti e Cesare Montecucco, il Premio internazionale Civiltà Veneta.
Nel 2011 ha ricevuto dal Ministro della Cultura francese l’onorificenza di Cavaliere delle Arti e delle Lettere e il Premio ICOM Italia come migliore museologo dell'anno.